# Beau Bassin-Rose Hill
Beau Bassin-Rose Hill ( franciául: Villes sœurs) egy város Mauritiuson. Népessége 110 337, így a sziget második legnagyobb városa. A sziget nyugati lejtőjén fekszik, Port Louistól délre.

## Története
A város eredetileg két külön közösség volt, Beau Bassin és Rose Hill, ám ezek összeolvadtak a gyors népességnövekedésnek következtében.

## Városrészek
Beau Bassin-Rose Hill városa különböző városrészekre oszlik: 
- Beau-Bassin
- Camp-Levieux
- Coromandel
- Alsó Beau-Bassin
- Mont-Roches
- Roches-Brunes
- Rózsadomb
- Stanley
- Trèfles
- Barkly

## Testvérvárosok
A Beau-Bassin Rose-Hill testvérvárosai:
- Csangcsou
- Saint-Pierre, Réunion
- Quartier Militaire

## Fordítás
- Ez a szócikk részben vagy egészben  a   Beau Bassin-Rose Hill című angol Wikipédia-szócikk ezen változatának fordításán alapul.  Az eredeti cikk szerkesztőit annak laptörténete sorolja fel. Ez a jelzés csupán a megfogalmazás eredetét és a szerzői jogokat jelzi, nem szolgál a cikkben szereplő információk forrásmegjelöléseként.